# St. Kitts Nevis Athletics
St. Kitts Nevis Athletics (bis 2018 St. Kitts & Nevis Amateur Athletic Association (SKNAAA)) ist der Dachverband für die Leichtathletik in St. Kitts und Nevis.

## Geschichte
Der Verband wurde 1961 gegründet. Nach der Trennung vom Amateursport- und Radsportverband von St. Kitts im Jahr 1977 trat die SKNAAA 1978 dem Weltleichtathletikverband World Athletics (bis 2019: IAAF) bei.
Derzeitiger Präsident ist Glenville Jeffers. Er wurde im Dezember 2009 gewählt und im Januar 2014 wiedergewählt.
2018 änderte der Verband seinen Namen zu St. Kitts Nevis Athletics.